# 基弧
基弧（英语base curve,缩写为BC),是验光配镜中的一个重要的透镜参数，在框式眼镜中，它是眼镜前表面的弧度，而在角膜接触镜中，它是眼镜后表面的弧度。通常来说角膜接触镜的基弧范围为8.0－10.0 mm。基弧就是处方伤描述透镜后表面的球半径的数值。角膜接触镜必须佩戴基弧与角膜弧度相符的角膜接触镜，以利于泪液，氧气交换，增加佩戴的舒适度。
在日常的佩戴中，如果感觉镜片容易松动或者滑动，那么小基弧的接触镜会增加佩戴舒适度，而当感觉镜片过紧时，大基弧的接触镜会更加适宜。